# North Bull Island
North Bull Island är en ö i republiken Irland.   Den ligger i provinsen Leinster, i den östra delen av landet, 8 km nordost om huvudstaden Dublin. Arean är 2,3 kvadratkilometer.
Terrängen på North Bull Island är mycket platt. Öns högsta punkt är 5 meter över havet. Den sträcker sig 3,3 kilometer i nord-sydlig riktning, och 3,7 kilometer i öst-västlig riktning.  Runt North Bull Island är det i huvudsak tätbebyggt.